# Heinrich Eggestein
Heinrich Eggestein (* um 1415/20 in Rosheim (Elsass); † 1488 oder später; auch: Eckstein oder Eggesteyn) gilt neben Johannes Mentelin als frühester Buchdrucker in Straßburg.

## Leben
Bevor er zu Beginn der 1440er Jahre nach Straßburg kam, hatte Heinrich Eggestein bereits an einer bislang unbekannten Universität den akademischen Grad eines Magister artium liberalium erworben. Schon kurz nach seiner Ankunft trat er in die Dienste des Bischofs Ruprecht von Pfalz-Simmern ein und bekleidete das Amt des Siegelbewahrers (auch: Insiegler, Siegelträger) am Straßburger Propsteigericht, welches er 1455 wieder verlor. 1461 wurde ihm dieses Amt erneut übertragen, drei Jahre später büßte er es endgültig ein.
Das Straßburger Bürgerrecht erwarb er 1442. Es wird davon ausgegangen, dass Eggestein Johannes Gutenberg, den späteren Erfinder des Buchdrucks mit beweglichen Metalllettern, während dessen Aufenthalt im Straßburg der 1440er Jahre persönlich kennenlernte und bleibende Bande mit ihm knüpfen konnte.
Mit hoher Wahrscheinlichkeit reiste Eggestein in den 1450er Jahren sogar selbst nach Mainz, um bei Gutenberg die Kunst des Buchdrucks zu erlernen. Zeitpunkt und Dauer dieses Aufenthalts sind jedoch aufgrund lückenhaften Quellenmaterials nicht eindeutig zu klären. Ferdinand Geldner vertritt die Ansicht, dass Eggestein bereits 1454 in Mainz anwesend war und vielleicht deshalb 1455 sein Straßburger Insiegleramt verlor. In diesem Fall hätte er den Druck der 42-zeiligen Gutenberg-Bibel aus nächster Nähe miterleben können. Geldner vermutet des Weiteren, dass Heinrich Eggestein an Textgestaltung und Druck des etwa Mitte Dezember 1454 fertiggestellten Türkenkalenders aktiv beteiligt war. Sein Straßburger Bürgerrecht gab er aber erst im August 1457 auf. Hätte er das Elsass so spät verlassen, wäre er freilich erst nach dem Bruch zwischen Gutenberg und Johannes Fust in Mainz angekommen.
Sicher belegt ist Heinrich Eggesteins Rückkehr nach Straßburg, wo er am 9. August 1459 erneut das Bürgerrecht erwarb. Nicht bekannt ist hingegen, ob und in welcher Weise Eggestein an der von Johannes Mentelin in Straßburg betriebenen Druckerwerkstatt beteiligt war. Dass beide Männer sich kannten und in enger Beziehung zueinander standen, ist jedoch unstrittig. Es wird sogar für möglich gehalten, dass sich Mentelin und Eggestein in einem nicht erhaltenen Vertrag gegenseitig zur Geheimhaltung ihres Wissens um die Buchdruckerkunst verpflichteten.
Die Gründung einer eigenen Druckerei dürfte in die Zeit um 1464 fallen, als Eggestein, möglicherweise im Zusammenhang mit der Einrichtung der Offizin, zum zweiten Mal sein Insiegleramt verlor. Am 31. März 1466 erhielt der Drucker einen Schutzbrief des Kurfürsten Friedrich I. von der Pfalz. Als sein erstes größeres Werk gilt eine lateinische Bibel, die vor dem 24. Mai 1466 entstanden sein muss. Des Weiteren druckte er 1470 die zweite (vorlutherische) Bibel in deutscher Sprache. Dies ist zugleich der 10. Druck einer Bibel seit Erfindung des Buchdrucks.
Obwohl sich seine Druckerei schnell am Markt etablieren konnte, geriet Heinrich Eggestein gegen Ende der 1470er Jahre in finanzielle Schwierigkeiten. Er hatte Schulden bei dem Basler Papierhändler Anton Galliciani und wurde von diesem 1480 erfolgreich auf die sofortige Bezahlung aller Außenstände verklagt. Am 24. April 1483 gab Eggestein sein Straßburger Bürgerrecht endgültig auf. Die letzten Drucke, die von ihm oder mit seinen Typen hergestellt wurden, waren Einblattdrucke. Nach 1488 wird er nicht mehr genannt. Zeitpunkt und nähere Umstände seines Todes bleiben unbekannt.

## Werk
Heinrich Eggesteins Tätigkeit als Buchdrucker kann vom Jahre 1464 bis 1488 nachgewiesen werden. In diesen 25 Jahren veröffentlichte er eine Vielzahl von Druckschriften unterschiedlichen Inhalts. Nach seinem Erstlingswerk, der bereits erwähnten Bibel von 1466, druckte er zwei weitere lateinische Folioausgaben der Heiligen Schrift. In diesem Zusammenhang bediente sich der Straßburger Drucker auch moderner Vermarktungsmethoden. Eggesteins um 1468/70 veröffentlichte Bücheranzeige, die für seine dritte Bibelausgabe warb, gilt mit den Anzeigen Mentelins und Schöffers als älteste Druckschrift dieser Art.
Zu Beginn der 1470er Jahre begann er sein Druck- und Verlagsprogramm zu erweitern. Neben theologischen Schriften druckte Eggestein nun vermehrt juristische Schriften des kanonischen und des zivilen Rechts, wie z. B. das Decretum Gratiani (1471) sowie die Decretales Gregors IX. und die Constitutiones von Papst Clemens V. Damit wurde er zum direkten Konkurrenten Peter Schöffers, der ebenfalls in größerem Umfang juristische Titel zur Ausgabe brachte. Heinrich Eggestein druckte des Weiteren antike Klassiker (z. B. Vergils Bucolica, Ciceros De officiis oder Julius Caesars De bello gallico), richtete sein besonderes Interesse aber auf lateinische Werke mittelalterlicher Autoren. So veröffentlichte er u. a. die Legenda aurea des Jacobus de Voragine, De miseria conditionis humanae von Papst Innozenz III. sowie Werke von Bonaventura und Bernhard von Clairvaux. Deutschsprachige Titel waren in seinem Programm eher selten. Eine bedeutende Ausnahme bildet die der Mentelin-Bibel nachempfundene zweite deutsche Bibel, die Eggestein 1470 publizierte. Weitere volkssprachliche Titel waren Lukians Goldener Esel (Übersetzer: Niklas von Wyle) und eine Ausgabe des Belial.